# Косметика в Стародавньому Єгипті
Стародавні Єгиптяни розглядали красу як ознаку святості. Усе, що вони використовували, мало духовний аспект, у тому числі й косметика. Жінки й чоловіки користувалися косметикою. Торговці продавали косметичні засоби зазвичай представникам вищих класів. У гробницях, знайдені косметичні палети, закопані в золоті, були захоронені з померлими як похоронний інвентар. Це підкреслює ідею того, що косметичні засоби використовувалися не лише задля естетичних, але й також для магічних і релігійних цілей.

## Хімія

коробка для макіяжу

Двома основними матеріалами для фарбування очей були чорна фарба, зроблена з кохлю чи галени, і зелена - з малахіту, пігменту карбонату міді. Подрібнене вугілля також використовувалося для фарбування очей. Кохль використовувався для того, щоб підвести очі. Було виявлено, що він володіє корисними функціями для здоров'я, наприклад, виступає захистом від хвороб, комах і сонячних променів.

## Медичне використання
Стародавні Єгиптяни створили ліки від опіків, змішуючи фарбу для щік і губ із червоною кристалічною содою, північною сіллю та медом. Однак, вони вірили що лікувальні ефекти цих засобів мали, скоріше, магічне значення, аніж медичне. Дивовижним є те, що все ж таки в таких засобів є переваги. Одною з найбільших переваг є те, що макіяж містить у собі свинцеві солі, які, контактуючи зі шкірою, змушують організм виробляти більше оксиду азоту. Він відомий своєю здатністю боротися з хвороботворними бактеріями. Тому, єгиптяни були менш здатні до того, щоб заразитися певною інфекцією.

## Косметичні палети
Косметичні палети використовувалися для нанесення макіяжу. Найбільш ранні були прямокутної форми, датуються 5000 р. до н.е. Пізніше стали круглішими, як, наприклад, Палета Нармера. Вона була найдавнішою у своєму роді. Пам'ятка має зображення фараона, який знищує ворогів Єгипту, та подію об'єднання Верхнього й Нижнього Єгипту. Також вона має впадину для подрібнення косметичних засобів - це робить її палетою, що має подвійне значення. Згодом палети стали більш подібними до форми риби. Можливо, єгиптяни вибрали дану форму, оскільки риба вважалася символом воскресіння та нового життя. Рибоподібні палети для сім'ї фараона були зазвичай прикрашені дорогоцінним камінням. Потім вони перетворилися на палети у формі бабуїна, щоб зберігати там кохль, який мав символічне значення для стародавніх єгиптян.

## Використання в різних соціальних класах
Використання косметики в Стародавньому Єгипті доволі сильно відрізнялося між представниками соціальних класів, де більше макіяжу наносили люди вищого класу, оскільки мали матеріальну спроможність це зробити. Хоча не було суттєво великої різниці між стилями макіяжу в нижчого та вищого класу, знатні жінки були відомі своєю білосніжною шкірою, використовуючи креми та пудри. Білосніжна шкіра асоціювалася зі знаттю, натомість темна - з представниками нижчого класу, які, працюючи на сонці, засмагали.